# Cementiri de tombes de Temeen Chuluu
El Cementiri de tombes de Temeen Chuluu és un grup de monuments funeraris situat al nord-est de Bat-Ölziit, a la província d'Övörkhangai. El conjunt inclou aproximadament 30 tombes quadrades de granit i compta amb tres pedres de cérvol.

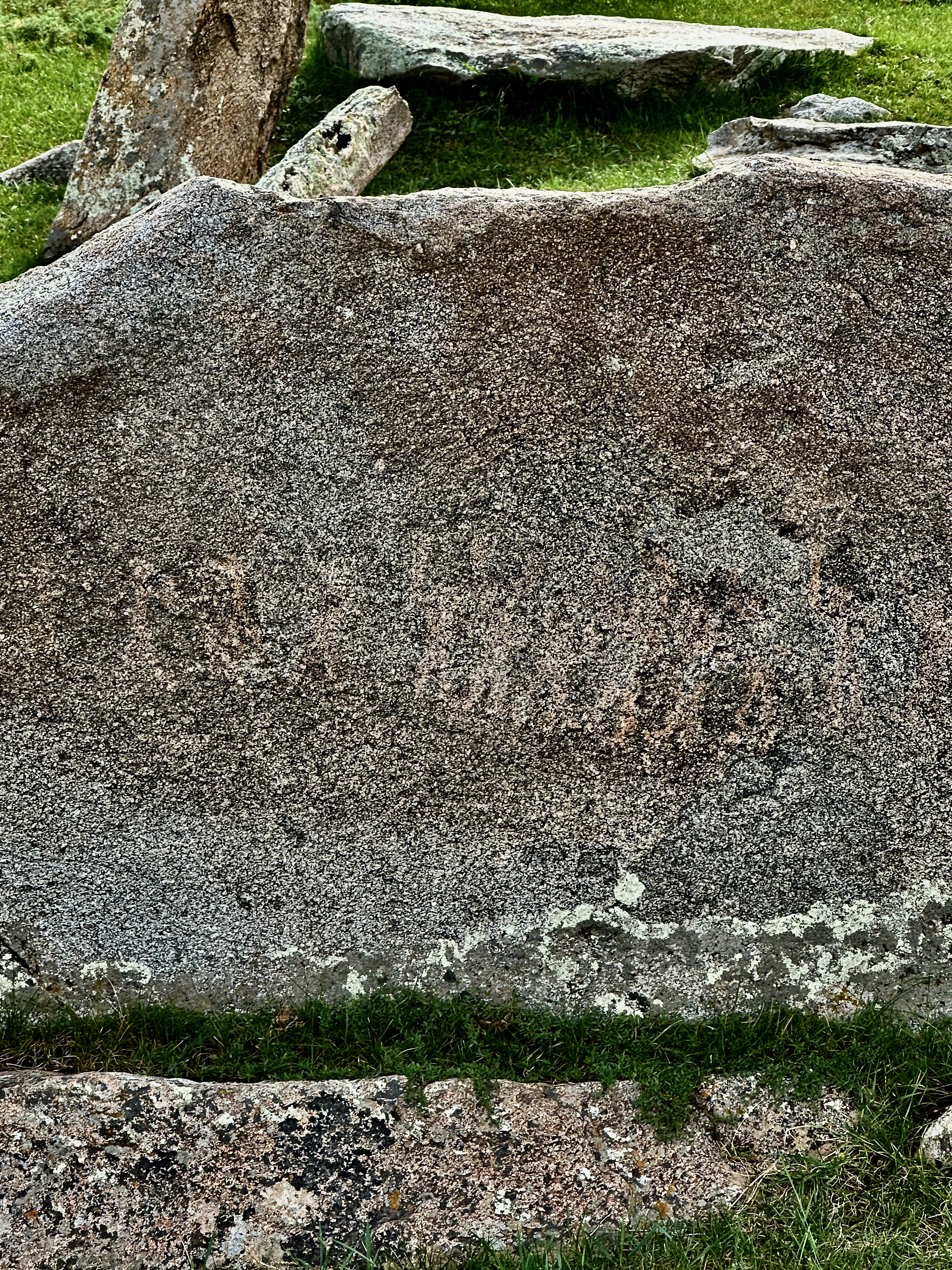
Rotllana en una de les pedres

Es tracta del conjunt de tombes amb làpides més gran de la vall superior de l'Orkhon, que data de l'Edat del bronze. Les tombes estan alineades en tres files paral·leles orientades de nord a sud. Les excavacions d'algunes d'aquestes tombes han posat al descobert ossos d'ovelles i d'altres animals, així com fragments de ceràmica decorats amb símbols i patrons que es remunten als períodes túrquic i uigur.
Un detall intrigant apareix en la pedra d'una tomba quadrada: una representació de 13 persones dempeus donant-se la mà.